# تي جي أم (قطار)

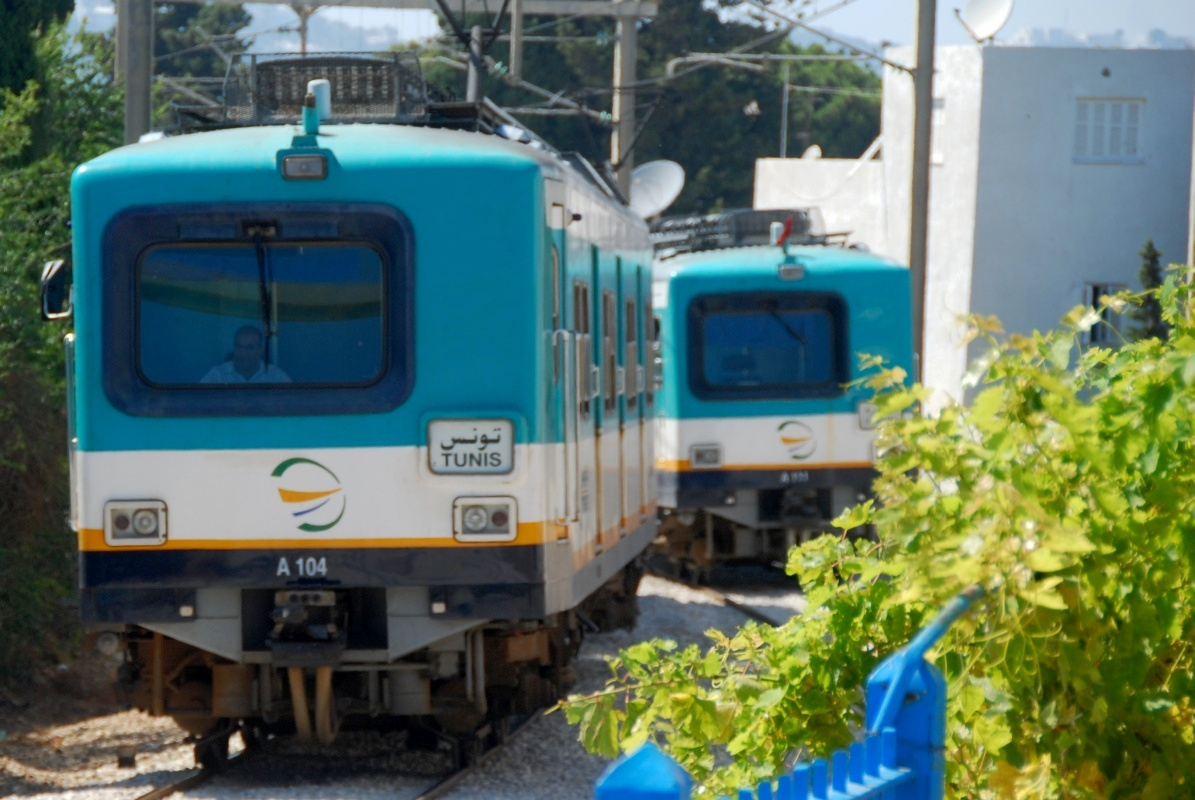
قطار تي جي أم في تونس

تي جي أم أو  التي جي ام (بالفرنسية: TGM)‏ هو قطار نقل ركاب كهربائي موجود في تونس العاصمة، يخدم خط تونس-حلق الوادي-المرسى الذي تأسس في سنة 1872 والذي يعد أحد أقدم خطوط السكك الحديدة الكهربائية في أفريقيا. يتبع شركة نقل تونس. يتميز هذا القطار بأنه الناقل الأول للضاحية الشمالية بتونس العاصمة.